# لارل (فلوریدا)
لارل (به انگلیسی: Laurel) یک منطقهٔ مسکونی در ایالات متحده آمریکا است که در شهرستان ساراسوتا، فلوریدا واقع شده‌است. لارل ۱۵٫۸ کیلومتر مربع مساحت و ۸٬۱۷۱ نفر جمعیت دارد و ۳ متر بالاتر از سطح دریا قرار دارد.

## تارهای وابسته
- فهرست شهرهای ایالات متحده آمریکا بر پایه جمعیت